# علاقات إسرائيل وجنوب إفريقيا
العلاقات بين إسرائيل وجنوب أفريقيا تشير إلى العلاقة الحالية والتاريخية بين جمهورية جنوب أفريقيا ودولة إسرائيل.
كانت جنوب أفريقيا من بين الدول التي صوتت لصالح قرار تقسيم فلسطين في 29 نوفمبر 1947، الذي يوصي بإنشاء دولة يهودية على أرض فلسطين وكانت ثاني دولة أفريقية تقوم بذلك إلى جانب ليبيريا. ويوم 24 مايو 1948، تسعة أيام بعد إعلان استقلال إسرائيل، منحت حكومة جان سموتس المؤيد للصهيونية بشدة اعتراف بالدولة اليهودية بحكم الأمر الواقع. كانت جنوب أفريقيا سابع بلد تقرر الاعتراف بإسرائيل. وفي 14 مايو 1949 اعترفت جنوب أفريقيا بإسرائيل بحكم القانون.
ورد في الكتاب السنوي لحكومة جنوب أفريقيا عام 1976: «لدى إسرائيل وجنوب أفريقيا شيء واحد قبل كل شيء مشترك: كلاهما موجودان في عالم يطغى عليه العداء ويسكنه أناس من السود».

## العلاقات الإسرائيلية المبكرة مع جنوب أفريقيا
في عام 1949، بدأت العلاقات الدبلوماسية بين إسرائيل وجنوب أفريقيا، حيث أنشأت إسرائيل قنصلية عامة في بريتوريا، وجرى ترقية هذا القنصلية إلى مرتبة المفوضية في نوفمبر 1950. لم تمتلك جنوب أفريقيا تمثيلًا دبلوماسيًا مباشرًا في إسرائيل (إذ كانت ممثلة بالمملكة المتحدة) إلى أن انسحبت من الكومنولث في عام 1961، حيث أرسلت قنصلًا عامًا إلى تل أبيب. زار رئيس وزراء جنوب أفريقيا، دانيال مالان إسرائيل للمرة الأولى في عام 1953.
في خمسينيات القرن العشرين وستينياته، وضعت إسرائيل بناء العلاقات مع الدول المستقلة حديثًا في أفريقيا جنوب الصحراء الكبرى على قائمة أولوياتها، وكان لذلك دور حاسم بشأن مسألة الفصل العنصري. شاركت إسرائيل في إدانة الفصل العنصري في الأمم المتحدة وصوتت على إنفاذ العقوبات المفروضة على جنوب أفريقيا. في 11 أكتوبر 1961، صوتت إسرائيل لصالح إدانة الجمعية العامة لخطاب إيريك لوو المدافع عن الفصل العنصري. أصبحت إسرائيل أحد الدول القليلة التي تربطها علاقات بجنوب أفريقيا فيما يتعلق بالفصل العنصري. أبلغت إسرائيل لجنة الأمم المتحدة الخاصة المعنية بالفصل العنصري في عام 1963 بأنها اتخذت خطوات للامتثال للمقاطعة العسكرية للفصل العنصري في جنوب أفريقيا واستحضرت سفيرها في جنوب أفريقيا. أدان القادة الإسرائيليون الفصل العنصري علنًا طيلة خمسينيات القرن العشرين وأوائل ستينياته، على الرغم من الحفاظ على تواصلها مع جنوب أفريقيا من خلال بعثة دبلوماسية منخفضة المستوى في بريتوريا وعبر فرنسا التي اعتُبرت حليفًا متبادلًا. خشي مجلس النواب اليهودي في جنوب أفريقيا حدوث رد فعل معاد للسامية في حال لم تحافظ إسرائيل على علاقات ودية مع الحكومة الحالية. تواصل إسرائيل انتقادها للفصل العنصري وتسعى إلى إقامة علاقات أوثق مع الدول الأفريقية التي لم تُبدِ أي رد فعل معاد للسامية قط. تصوت إسرائيل بانتظام ضد سياسات الفصل العنصري في جنوب أفريقيا في الأمم المتحدة. بعد تصويت إسرائيل لصالح فرض عقوبات اقتصادية ودبلوماسية على جنوب أفريقيا، وافق المجلس التشريعي الإسرائيلي بأغلبية ساحقة على التصويت في الكنيست بأغلبية بلغت 63 مقابل 11 صوتًا وامتناع 13 عن التصويت.
واصلت إسرائيل اتباع سياسة الصداقة مع أفريقيا طيلة ستينيات القرن العشرين وقدمت المعونة التقنية والاقتصادية. بعد عام 1967، فشلت إسرائيل في محاولاتها إقامة تحالفات مع الدول الأفريقية المستقلة حديثًا في أغلب التقييمات. في عام 1971، وفي تعبير أخير عن هذه الاستراتيجية، عرضت إسرائيل مبلغ 2,850 دولارًا معونة لصندوق منظمة الوحدة الأفريقية لحركات التحرير، وهو أمر أغاض حكومة جنوب أفريقيا، فرفضت المبلغ.
كان انتصار إسرائيل في حرب الأيام الستة عام 1967 وما تلاها من أحداث كاحتلال سيناء والضفة الغربية سببًا في استبعادها دبلوماسيًا عن أغلب دول العالم الثالث ودول أفريقيا. بدأت الحركات القومية السوداء تنظر إلى إسرائيل باعتبارها دولة استعمارية. في الوقت ذاته في جنوب أفريقيا، حظيت إسرائيل بإعجاب واسع النطاق، ولا سيما في صفوف القيادة السياسية والعسكرية للبلاد. صرّحت صحيفة دي بيرجر في افتتاحيتها، وخطاب ألقاه الحزب الوطني لجنوب أفريقيا: «تتشارك إسرائيل وجنوب أفريقيا في صراع البقاء... ودفعت القوى المناهضة للغرب إسرائيل وجنوب أفريقيا إلى الاشتراك في مجموعة من المصالح التي كان من الأفضل توظيفها بدلًا من إنكارها.» في عام 1973، وضعت منظمة البلدان المُصدرة للنفط (أوبك) حظرًا نفطيًا على الدول الغربية كوسيلة لمعاقبتها على دعمها لإسرائيل، والتمست منظمة الأوبك كذلك الدعم من مجموعات دولية أخرى لتعزيز تأثيرها. شكلت الدول العربية ودول أفريقيا السوداء تحالفًا عاملًا في الأمم المتحدة سعى إلى انتقاد البلدين بقرارات الأمم المتحدة وإثبات أن البلدين يقيمان علاقات وثيقة. قطعت العديد من الدول الأفريقية علاقاتها مع إسرائيل بسبب التحالف مع الوطن العربي ولم تفكر في إعادة تلك العلاقات لعقود.

## العلاقات الحديثة
في 5 أبريل 2019 سحبت جنوب أفريقيا سفيرها من تل أبيب بشكل دائم، وقالت وزيرة خارجيتها لينديوى سيسولو أن الإجراء هو الخطوة الأولى باتجاه تخفيض التبادل الدبلوماسي بين البلدين. الإجراء هو تنفيذ لتوصية من حزب المؤتمر الأفريقي عقب عدوان إسرائيل على المتظاهرين في غزة عام 2008.
بعد الحرب على غزة في أعقاب عملية طوفان الأقصى
أكد الرئيس الجنوب إفريقي سيريل رامافوزا، اليوم الأربعاء الموافق 15 نوفمبر 2023، في تصريحات صحفية، أن جرائم حرب ترتكب في غزة، مشيرا إلى أن دولته تقدمت بشكوى ضد الاحتلال الإسرائيلي في المحكمة الجنائية الدولية. وأشار رامافوزا إلى أن غزة تحولت إلى معسكر اعتقال تجري فيه إبادة جماعية. وكانت وزارة الخارجية في جنوب إفريقيا قالت الجمعة الماضية، إنه على المحكمة الجنائية الدولية أن تحقق مع قادة إسرائيل في جرائم حرب وإبادة جماعية. وأشار المتحدث باسم الخارجية الجنوب إفريقية إلى استدعاء سفير الاحتلال الإسرائيلي هناك، احتجاجا على سلوكه المؤسف والمرتبط بالحرب في غزة. وأعلنت حكومة جنوب أفريقيا، في وقت سابق، عزمها استدعاء جميع دبلوماسييها في إسرائيل لمناقشة قلقها إثر تطور الأوضاع في قطاع غزة. فيما قال الوزير في مكتب رئيس جنوب أفريقيا خومبودزو نتشافيني، في مؤتمر صحفي إن حكومة جنوب أفريقيا قررت سحب جميع دبلوماسييها في تل أبيب للتشاور. وصرحت وزيرة خارجية جنوب أفريقيا ناليدي باندور في وقت سابق، عن قلقها إزاء استمرار استهدف الأطفال والمدنيين الأبرياء في الأراضي الفلسطينية، قائلة "نشعر أن طبيعة الرد من إسرائيل أصبحت عقابًا جماعيًا". وأضافت ناليدي، "من الضروري أن نشير إلى قلق جنوب أفريقيا بينما نواصل الدعوة إلى وقف شامل للأعمال العدائية".
تأزم العلاقات الثنائية:
أعلنت وزارة الخارجية الإسرائيلية مساء اليوم 21 نوفمبر 2023، عن عودة السفير الإسرائيلي في جنوب إفريقيا ايلي بلوتشركوبسكي، للتشاور الى إسرائيل. جاء ذلك احتجاجا على التصريحات الأخيرة والشديدة اللهجة التي أدلى بها كبار المسؤولين في جنوب إفريقيا، وعلى رأسهم الرئيس سيريل رمفوزا الذي اتهم إسرائيل "بارتكاب جرائم إبادة جماعية في قطاع غزة". وحتى أنه أعلن نهاية الأسبوع بأن بلاده توجهت الى المحكمة الجنائية الدولية في لاهاي، بطلب التحقيق "بجرائم حرب وجرائم ضد الإنسانية"، والتي قال إن إسرائيل تنفذها خلال الحرب. واعتبرت اسرائيل أن التصريحات الصادرة من كبار المسؤولين وعلى رأسهم الرئيس سيريل رمفوزا في جنوب أفريقيا يعتبر تجاوزا للخطوط الحمر. وقد تكون الخطوة الإسرائيلية هذه استباقية، لتخوفها من إقدام جنوب أفريقيا على طرد السفير الإسرائيلي، تجسيدا لما أعلنه الحزب الحاكم من دعمه لمبادرة البرلمان بإغلاق سفارة جنوب افريقيا بإسرائيل وقطع العلاقات. هذا ويذكر أن جنوب أفريقيا تعتبر من الدول التي تنتقد اسرائيل وسياساتها على مستوى العالم، وكانت قد سحبت سفيرها من اسرائيل عام 2018، وبالأسبوع السابق سحبت كافة ديبلوماسييها من إسرائيل احتجاجا على الحرب الاسرائيلية على غزة. وهذا يضع اسرائيل في حالة من الأزمة على مستوى العلاقات الديبلوماسية إذا ما استمرت حربها على غزة.